# Medan jag låg och dog
Medan jag låg och dog (originaltitel As I Lay Dying) är en modernistisk roman av den amerikanske författaren William Faulkner från 1930. Faulkner påstod att han skrev boken på sex veckor, utan att ändra ett ord av den. Han skrev den då han arbetade på ett kraftverk, och beskriver det som en "tour-de-force", då han genast förstod hela berättelsen innan han började att skriva. Det är Faulkners femte bok, och den klassas ofta som en av de 1900-talets bästa romaner. Titeln på boken kommer från bok XI av Homeross Odyssén, då Agamemnon talar till Odysseus: "As I lay dying, the woman with the dog's eyes would not close my eyes as I descended into Hades." ("När jag låg döende, stängde inte kvinnan med hundögonen mina ögon medan jag sjönk ned till Hades.")
Romanen är mest känd för sin inre monolog, sina många berättare och de varierande kapitellängderna. Det kortaste kapitlet består bara av fem ord: "Min mor är en fisk."

## Handling
Boken berättas av femton olika karaktärer genom 59 kapitel. Det är historien om Addie Bundren och hennes familjs resa och deras motivationer - nobla eller själviska - då de försöker hedra hennes önskan att bli begravd i staden Jefferson (en fiktiv stad baserad på Faulkners hemstad Oxford, Mississippi).
Liksom många andra av Faulkners berättelser utspelar boken sig i Yoknapatawpha County, Mississippi, som Faulkner kallade "mitt apokryfiska county", en fiktiv version av författarens hem, Lafayette County.